# Episodi di Doggywood
Gli episodi della prima stagione di Doggywood debuttano dall'11 febbraio al 2 marzo 2013 su Disney Channel (Italia).
| nº | Titolo                 | Prima TV Italia  |
| -- | ---------------------- | ---------------- |
| 1  | Il caniversario        | 11 febbraio 2013 |
| 2  | Mistery osso           | 12 febbraio 2013 |
| 3  | Aloha baby             | 13 febbraio 2013 |
| 4  | La limousine           | 14 febbraio 2013 |
| 5  | L'appuntamento di Spam | 15 febbraio 2013 |
| 6  | La festa               | 18 febbraio 2013 |
| 7  | Il copione simpatico   | 19 febbraio 2013 |
| 8  | Mal di pancia          | 20 febbraio 2013 |
| 9  | Spam Superstar         | 21 febbraio 2013 |
| 10 | La maglietta rock      | 22 febbraio 2013 |
| 11 | Fitness                | 25 febbraio 2013 |
| 12 | Fatality               | 26 febbraio 2013 |
| 13 | La palla               | 27 febbraio 2013 |
| 14 | Mister Noia            | 28 febbraio 2013 |
| 15 | Il portafortuna        | 1º marzo 2013    |
| 16 | La notizia             | 2 marzo 2013     |
| 17 | Il red carpet          | 2 marzo 2013     |
| 18 | La notte degli Osscan  | 2 marzo 2013     |